# Departamento Toay
Das Departamento Toay befindet sich in der Provinz La Pampa im Zentrum Argentiniens und ist eine von 22 Verwaltungseinheiten der Provinz. Toay ist die gleichnamige Hauptstadt des Departamentos, in deren Nordosten sich die Provinzhauptstadt Santa Rosa de Toay anschließt.
Im Osten des Departamentos verläuft in Nord-Süd-Ausrichtung die Nationalroute 35 von Bahía Blanca im Süden nach Río Cuarto im Norden. Zudem verlaufen die überregionalen Provinzstraßen 7, 9, 11, 12 und 14 durch das Departamento. Über die Provinzstraße 12 sowie die Nationalroute 35 besteht eine Verbindung zur nahegelegenen Nationalroute 5, die von der benachbarten Provinzhauptstadt Santa Rosa de Toay Richtung bis nach Luján im Osten führt.
Etwa 12 km nordöstlich der Stadt Toay befindet sich der Flughafen Santa Rosa, der von zwei Airlines bedient wird, die die Flughäfen Buenos Aires-Jorge Newberry und Viedma Gobernador Edgardo Castello anfliegen.
„Toay“ bedeutet in der indigenen Sprache „wenden“, „sich umdrehen“ bzw. „Rodeo“.